# Perry Henzell
Pour les articles homonymes, voir Henzel.
Perry Henzell (7 mars 1936 - 30 novembre 2006) est un réalisateur de films (The Harder They Come) et un écrivain (Power Game) jamaïcain.

## Biographie
Perry Henzell est né le 7 mars 1936 à Port Maria en Jamaïque. Il suit des études cinématographiques au Canada puis rentre en Jamaïque dans les années 1950 où il tournera plusieurs documentaires et des spots publicitaires.
Dans l'idée de créer un film retraçant la vie d'Ivanhoe Martin, mieux connu sous le nom de Rhygin, rude boy (caïd) très populaire de Trenchtown, le principal ghetto de Kingston, il demande au chanteur Jimmy Cliff d'écrire une bande-son reggae appropriée. Ne trouvant pas d'acteur, il décide de recruter Jimmy Cliff pour le rôle de Rhygin.
Ce film sort en 1972, dont la bande-son est composée de chansons de Jimmy Cliff, Desmond Dekker, Toots and the Maytals etc., peut être considéré comme le seul grand classique jamaïcain.
Perry Henzell est mort des suites d'un cancer la veille de la projection de No Place Like Home au Flashpoint Film Festival, un film tourné dans les années 1970, qu'il n'avait jamais pu finir à cause de problèmes financiers. Perry Henzell envisageait également de réaliser l'adaptation de son roman Power Game (1982), qui devait clore sa trilogie jamaïcaine, mais le cancer aura eu raison de cette ambition.